# Let's Sing 2021
Let's Sing 2021 (Let's Sing 13 en España) es el décimo juego de la serie de Let's Sing exclusivamente enfocado en el canto, desarrollado por Ravens Court y publicado por Voxler, para PlayStation 4, Nintendo Switch y Xbox One. Su lanzamiento oficial fue a nivel mundial el 13 de noviembre de 2020, para las plataformas PlayStation 4, Xbox One y Nintendo Switch.

## Modos de juego
- Clásico: Actúa solo o junto con sus amigos. Golpear las notas correctas puede obtener la mayor cantidad de puntos, ¿puede alcanzar la puntuación más alta?
- Mix Tape 2.0: Mezcla diferentes extractos de canciones con este innovador modo de juego. Cada mezcla se genera dinámicamente y, por lo tanto, garantiza una lista de reproducción que nunca se repite y muy divertida. Crea tus propios mixtapes con tus canciones favoritas con el creador de mixtapes.
- Featuring: ¡Encuentra tu pareja perfecta! Cuanto mejor canten juntos, mayor será su «puntuación de compatibilidad». Canta con amigos y familiares o también forma equipo con tu ídolo en el modo para un jugador.
- Jukebox: Relájate después de tu sesión de canto con una lista de canciones para la próxima fiesta maravillosa.
- World Contest: ¡Enfréntate al mundo! Intenta llegar a la cima de la clasificación o simplemente diviértete con tus amigos: Elige un jugador al que quieras desafiar e intenta vencer a otros cantantes en línea. El juego muestra la actuación de los otros jugadores como si estuvieran cantando juntos.
- Let's Party: 8 jugadores, 2 equipos, 2 micrófonos y modos de juego elegidos al azar llevarán tu fiesta Let’s Sing al siguiente nivel. Con la incorporación del nuevo modo de juego «Pop Chicken».
- Legend: El objetivo de este modo es dar a los jugadores una sensación de progresión. Los avatares ahora han recibido personalidades y se harán pasar por nuestros antagonistas. Estos avatares plantean desafíos que se vuelven más difíciles a medida que avanza el jugador.

### Versiones del juego
El juego presenta, por lo menos tres versiones diferentes del mismo:
- Versión alemana: Contiene 35 canciones en el juego, siendo canciones reconocidas internacionalmente 25 de ellas y 10 de ellas, son de origen alemán.
- Versión española-latina: Contiene 35 canciones en el juego, siendo canciones reconocidas internacionalmente 20 de ellas y 15 de ellas, son en idioma español, teniendo canciones entre latinas y españolas.
- Versión francesa: Contiene 40 canciones en el juego, siendo canciones reconocidas internacionalmente y también de origen francés.

## Características
- Lista de reproducción sólida con 30 éxitos internacionales y videos musicales originales
- Canta solo o con hasta cuatro jugadores
- Elige entre un máximo de 4 teléfonos inteligentes o 2 micrófonos USB + 2 auriculares o 2 micrófonos USB + 2 SingStar-Mics (PS4)
- Elige entre un máximo de 4 teléfonos inteligentes, 2 micrófonos USB y 1 auricular (Xbox One y Switch)
- Seis modos de juego emocionantes: Clásico, Mixtape 2.0, Feat., Jukebox, World Contest y Party Mode
- Let’s Sing Microphone para teléfonos inteligentes compatibles así como cualquier micrófono compatible con las plataformas (PS4: USB, micrófono SingStar y aurícula PS; Switch: USB para el modo TV y auriculares para el modo portátil).
- Sube en la leaderboard en línea y obtén más paquetes de canciones en la tienda en línea como Best of ‘90s, Party Classics y más.

### Versión inglés
Let's Sing 2021 se compone los siguientes 30 sencillos musicales
| Canción                            | Artista                                                                      | Año  |
| ---------------------------------- | ---------------------------------------------------------------------------- | ---- |
| "Bad Guy"                          | Billie Eilish                                                                | 2019 |
| "Before You Go"                    | Lewis Capaldi                                                                | 2019 |
| "Black Horse and the Cherry Tree"  | KT Tunstall                                                                  | 2004 |
| "Chained to the Rhythm"            | Katy Perry feat. Skip Marley                                                 | 2017 |
| "Dance Monkey"                     | Tones and I                                                                  | 2019 |
| "Don't Start Now"                  | Dua Lipa                                                                     | 2019 |
| "Falling"                          | Trevor Daniel                                                                | 2018 |
| "For You"                          | Rita Ora feat. Liam Payne                                                    | 2018 |
| "Good as Hell"                     | Lizzo                                                                        | 2016 |
| "Happier"                          | Marshmello feat. Bastille                                                    | 2018 |
| "High Hopes"                       | Panic! at the Disco                                                          | 2018 |
| "Ho Hey"                           | The Lumineers                                                                | 2012 |
| "Hold Back the River"              | James Bay                                                                    | 2014 |
| "I Can't Dance"                    | Genesis                                                                      | 1991 |
| "I Just Can't Wait to Be King" (*) | The Lion King (Original de Jason Weaver con Rowan Atkinson & Laura Williams) | 1994 |
| "If I Can't Have You"              | Shawn Mendes                                                                 | 2019 |
| "Lean On"                          | Major Lazer & DJ Snake feat. MØ                                              | 2015 |
| "Kiss From a Rose"                 | Seal                                                                         | 1994 |
| "Lose You to Love Me"              | Selena Gomez                                                                 | 2019 |
| "Memories"                         | Maroon 5                                                                     | 2019 |
| "So Am I"                          | Ava Max                                                                      | 2019 |
| "Some Say"                         | Nea                                                                          | 2020 |
| "Somewhere I Belong"               | Linkin Park                                                                  | 2003 |
| "Sucker"                           | Jonas Brothers                                                               | 2019 |
| "Thank U, Next"                    | Ariana Grande                                                                | 2018 |
| "Thunder"                          | Imagine Dragons                                                              | 2017 |
| "Too Good at Goodbyes"             | Sam Smith                                                                    | 2017 |
| "You Keep Me Hangin' On"           | Kim Wilde                                                                    | 1986 |
| "Yummy"                            | Justin Bieber                                                                | 2020 |